# Surdolimpíadas de Verão de 1969
As Surdolimpíadas de 1969, oficialmente conhecidas como XI Surdolimpíadas de Verão, foram em realizadas em Belgrado, na antiga Iugoslávia. Foi um evento multidesportivo exclusivo para portadores de deficiência auditiva. Foi a primeira vez na história que o evento foi realizado em um país socialista.Esta foi a primeira participação do handebol no programa,e foi a última participação dos saltos ornamentais e da ginástica artistica no programa.

## Esportes
| - Atletismo (34) - Basquetebol (1) - Ciclismo (3) - Futebol (1) | - Ginástica Artística (12) - Handebol (2) - Lutas (16) - Natação (17) | - Saltos Ornamentais (1) - Tênis (5) - Tênis de mesa (7) - Tiro desportivo (3) - Vôlei (1) |

## Países participantes
Trinta e três países participaram dos Jogos:
- Alemanha Ocidental
- Alemanha Oriental
- Argentina
- Austrália
- Áustria
- Bélgica
- Bulgária
- Canadá
- Colômbia
- Dinamarca
- Estados Unidos
- Finlândia
- França
- Grécia
- Hungria
- Irão
- Israel
- Itália
- Iugoslávia
- Japão
- México
- Noruega
- Nova Zelândia
- Países Baixos
- Polónia
- Reino Unido
- Roménia
- Suécia
- Tchecoslováquia
- Turquia
- União Soviética
- Venezuela

## Quadro de medalhas
País sede destacado.
| Ordem | País               | Medalha de ouro | Medalha de prata | Medalha de bronze |     |
| 1     | União Soviética    | 36              | 32               | 24                | 92  |
| 2     | Estados Unidos     | 22              | 22               | 19                | 63  |
| 3     | Hungria            | 8               | 4                | 8                 | 20  |
| 4     | Itália             | 7               | 6                | 8                 | 21  |
| 5     | Alemanha Ocidental | 6               | 2                | 2                 | 10  |
| 6     | Irã                | 5               | 2                | 3                 | 10  |
| 7     | Polónia            | 4               | 6                | 8                 | 18  |
| 8     | Iugoslávia         | 3               | 2                | 8                 | 13  |
| 9     | Alemanha Oriental  | 3               | 2                | 3                 | 8   |
| 10    | Canadá             | 2               | 4                | 1                 | 7   |
| 11    | Finlândia          | 2               | 2                | 2                 | 6   |
| 12    | Grã-Bretanha       | 2               | 2                |                   | 4   |
| 13    | Bulgária           | 1               | 6                | 5                 | 12  |
| 14    | Dinamarca          | 1               | 4                | 1                 | 6   |
| 15    | Suécia             | 1               | 1                | 4                 | 6   |
| 16    | Argentina          | 1               | 1                |                   | 2   |
| 17    | Noruega            | 1               |                  |                   | 1   |
| 18    | Japão              |                 | 3                |                   | 10  |
| 19    | Checoslováquia     |                 | 2                | 1                 | 3   |
| 20    | Suíça              |                 | 2                |                   | 2   |
| 21    | Austrália          |                 | 1                |                   | 1   |
| 22    | Países Baixos      |                 |                  | 3                 | 3   |
|       | Roménia            |                 |                  | 3                 | 3   |
| 24    | Colômbia           |                 |                  | 1                 | 1   |
|       | França             |                 |                  | 1                 | 1   |
| TOTAL | TOTAL              | 105             | 105              | 105               | 315 |